# Сари-Баш
Сари-Баш (крим. Sarıbaş, у 1948–1991 — Танине) — село Курманського району Автономної Республіки Крим.

## Опис
Відстань від райцентру до населеного пункту становить 41 кілометрів по прямій. Єдиний населений пункт Сарибашівської сільської ради.
За даними сільради на 2009 рік, село займало площу 70 гектарів на якій у 200 дворах проживало понад 1,1 тисяч осіб.
В селі діє мечеть Сари-Баш Джамісі.

## Історія
В останній період Кримського ханства Сарибаш входив до кадилика Самарчик Перекопського каймаканства, перша документальна згадка села зустрічається в Камеральному Описі Криму… 1784 року.
У 1893 році в селі була заснована німецька колонія Сари-Баш-Майнфельд (нім. Meinfeld), також зустрічається назва Етінґербрунн (нім. Ettingerbrunn).
Згідно зі Списком населених пунктів Кримської АРСР з Всесоюзного перепису 17 грудня 1926 року, в селі Сари-Баш і Майнфельд було 27 дворів, з них 25 селянських, населення становило 103 особи, з них 89 німців, 10 росіян, 4 кримських татар, діяла німецька школа.
18 серпня 1941 року німецьке населення села було депортоване, 18 травня 1944 року були депортовані кримські татари, а 18 травня 1948 року указом Президії Верховної Ради РРФСР Сари-Баш перейменували на Танине.
У 1988 почалося масове повернення з місць депортації кримських татар. У 1991 році, за ініціативою мешканців, рішенням ВР України № 614-XII від 27 грудня 1990 року, селу повернуто історичну назву.
У 2001 році громадськості вдалося домогтися відкриття у селі школи з кримськотатарською мовою навчання.

## Населення
За переписом населення України 2001 року в селі мешкала 1261 особа.

### Мова
Розподіл населення за рідною мовою за даними перепису 2001 року:
| Мова              | Відсоток |
| ----------------- | -------- |
| кримськотатарська | 77,87 %  |
| російська         | 13,08 %  |
| українська        | 7,38 %   |
| угорська          | 0,08 %   |
| інші              | 1,59 %   |